# Всеслав (линейный корабль)
«Всеслав» — 74-пушечный парусный линейный корабль Балтийского флота России. Один из девятнадцати кораблей типа «Ярослав». Был заложен 19 (30) сентября 1782 года на Соломбальской верфи Архангельска, спущен на воду 12 (23) мая 1784 года. Строительство велось корабельным мастером Михаилом Дмитриевичем Портновым.
Корабль принимал участие в войне с Швецией 1788—1790 годов и войне с Францией 1792—1797 годов.

## История службы
В июле—августе 1785 года «Всеслав» вместе с эскадрой перешёл из Архангельска в Кронштадт. 20 декабря 1787 года он был зачислен в Средиземноморскую эскадру адмирала С. К. Грейга.

### Русско-шведская война
23 июня 1788 года корабль с эскадрой С. К. Грейга вышел из Кронштадта на поиск шведских судов.
6 июля корабль принимал участие в Гогландском сражении, идя в арьергарде под флагом контр-адмирала Т. Г. Козлянинова. После смены галса «Всеслав» стал головным кораблём. Корабль отличился, ведя бой с двумя шведскими кораблями, которые вынудил отступить. Во время боя корабль получил 40 пробоин. Было убито 35 человек, ранено — 103. 15 июля «Всеслав» ушёл на ремонт в Кронштадт. 26 мая 1789 года корабль с отрядом перешёл из Кронштадта в Ревель.
2 июля с эскадрой адмирала В. Я. Чичагова «Всеслав» вышел в Балтийское море на поиск шведских судов. 15 июля он принял участие в Эландском сражении, после которого крейсировал с флотом в районе островов Борнгольм, Готланд и мыса Дагерорт. 16 августа корабль прибыл на Ревельский рейд, а 27 августа в составе эскадры вышел крейсировать в Финский залив. Во время шторма корабль получил повреждения, поэтому 24 сентября он отделился от эскадры и 1 октября вернулся в Ревель, а 21 октября ушёл Кронштадт.
12 мая 1790 года с эскадрой вице-адмирала А. И. Круза «Всеслав» вышел из Кронштадта и крейсировал в районе мыс Стирсуден — Красная Горка. 23-24 мая корабль принял участие в Красногорском сражении. «Всеслав» потерял одного человека убитым и 13 раненными. 29 мая корабль преследовал шведские суда и в составе эскадры вошёл в Выборгский залив. 9 июня «Всеслав» в составе отряда контр-адмирала И. А. Повалишина занял позицию на левом фланге между банкой Пассалода и мысом Крюсерорт. 22 июня корабль участвовал в Выборгском сражении.
Шведский флот, пытаясь прорваться в море, свой основной удар нанесла по отряду И. А. Повалишина. «Всеславу» пришлось драться «на два борта». Поставив стаксели и марсели, корабль уклонился от идущих на отряд брандеров. Во время боя был серьёзно повреждён рангоуте и такелаже «Всеслава». 6 июля «Всеслав» в составе отряда прибыл в Кронштадт. С мая по август 1791 года он находился на Кронштадтском рейде, на корабле проводилось обучение экипажа. 13 августа корабль перешёл в Ревель.

### Война с Францией
30 июня 1793 года «Всеслав» с эскадрой В. Я. Чичагова вышел из Ревеля и пошёл в пролив Зунд. С 10 июля по 13 августа русская эскадра стояла у острова Мён и блокировала пролив. С июля по сентябрь 1794 года корабль с эскадрой контр-адмирала М. К. Макарова крейсировал в Балтийском море. В июле 1795 годы он с отрядом перешёл из Ревеля в Кронштадт, где был разобран в 1798 году.

## Командиры
Должность командира корабля занимали:
1. 1785 — И. М. Одинцов
2. 1786—1787 — А. И. Денисов
3. 1788—1789 — М. К. Макаров
4. 1790 — М. И. Борисов
5. до 1 августа 1791 — Дж. Престон
6. с 1 августа 1791 по 10 июля 1795 — Н. И. Шешуков
7. с 10 по 30 июля 1795 — Д. Дон